# Maison du football européen
La Maison du football européen est le siège social de l'Union des associations européennes de football, un bâtiment situé dans la ville vaudoise de Nyon, en Suisse.

## Histoire
L'UEFA a été fondée le 15 juin 1954 à Bâle. Son siège est initialement installé à Paris avant d’être déplacé à Berne en 1959 puis à Nyon en 1995, tout d'abord dans des structures provisoires. La Maison du football européen, siège de l'association est construite par Patrick Berger entre 1996 et le 22 septembre 1999, date de son inauguration.
Les archives de l'UEFA, conservées dans ce siège, sont inscrites comme bien culturel suisse d'importance nationale.

## Autres bâtiments

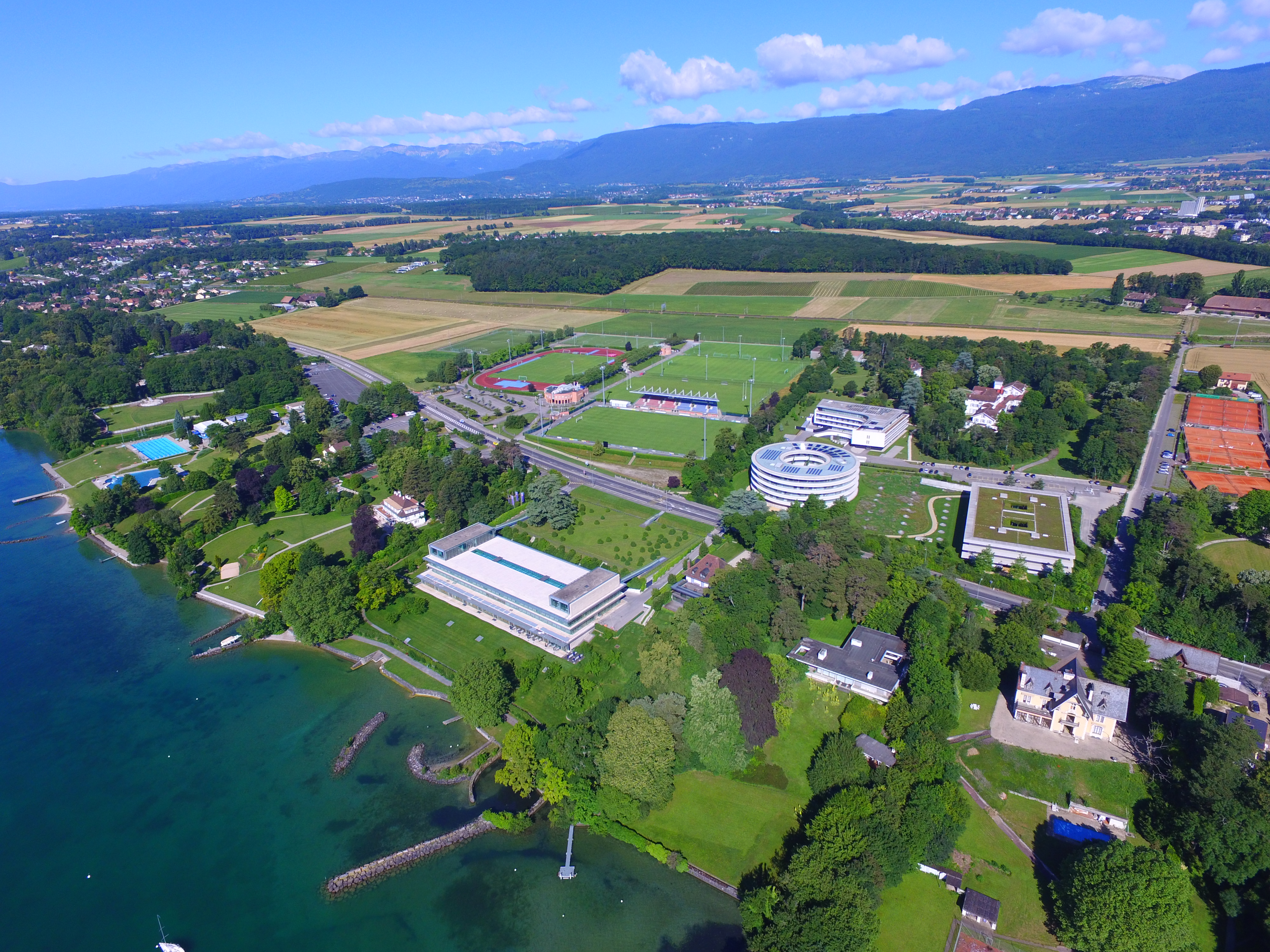
Vue aérienne de l'ensemble des bâtiments de l'UEFA

En plus de la maison du football européen, l'UEFA possède plusieurs autres bâtiments dans les environs : le bâtiment "La Clairière" inauguré en 2010, le bâtiment administratif Bois-Bougy inauguré deux ans plus tard, la villa La Falaise, rénovée entre 1999 et 2000. Depuis 2010, l'UEFA gère également le stade Colovray qui se trouve non loin de ses bâtiments.